# Chaat masala
Chaat masala (en hindi: चाट मसाला|चाट मसाला), també pronunciat com xat masala, és una masala, o barreja d'espècies emprada freqüentment en la cuina índia. Per regla general porta amchoor (pols seca de mango), comí, sal negra, coriandre, gingebre en pols, sal, pebre negre, asafètida i xili. Els ingredients són combinats i barrejats en un xicotet plat de metall, o en una fulla de banana, per ser després assecats en un bol i transportats en un carro de mercat. Aquesta preparació és molt habitual al Sud de l'Índia. Quan aquesta massala es troba en pols obté el seu sabor distintiu de la sal negra.
El chaat masala posseeix una olor pungent i sap lleugerament entre dolç i àcid. S'empra freqüentment com a saboritzant natural en gran part dels menjars ràpids de l'Índia, com poden ser el bhelpuri, el golgappa, el aloo chaat i el dahi puri. Així com a amaniment d'amanides, chaats (aperitius salats a l'estil indi), begudes com la llimonada índia i altres receptes com en curri i dals. Es pot dir que és una classe de gust adquirit que s'afegeix a tots els aliments que s'ingereixen diàriament.
Actualment es comercialitzen versions processades de chaat masala que estan disponibles arreu del món, especialment a les botigues de l'Índia i el Pakistan. Algunes companyies com ara Shan, MDH, Everest o Mangal tenen distribucions i exportacions de productes sota aquesta denominació per tot el món.